# Episodi di Tutti odiano Chris (quarta stagione)
La quarta stagione della sit-com Tutti odiano Chris è andata in onda negli Stati Uniti dal 3 ottobre 2008 all'8 maggio 2009 sul canale The CW. In Italia è andata in onda, in anteprima, su Comedy Central, dal 5 ottobre al 19 ottobre 2009 tutti i giorni feriali alle 17.10 con due episodi quotidiani. In chiaro la stagione è stata trasmessa dal 19 agosto al 17 ottobre 2012 su Rai 2 in orario mattutino, divisa in due parti: la prima (ep.1-16) è stata trasmessa dal 19 agosto al 7 settembre 2012, mentre la seconda parte (ep.17-22) è stata trasmessa dal 10 al 17 ottobre 2012.
| nº | Titolo originale                    | Titolo italiano                       | Prima TV USA     | Prima TV Italia |
| -- | ----------------------------------- | ------------------------------------- | ---------------- | --------------- |
| 1  | Everybody Hates Tattaglia           | Tutti odiano la Tattaglia             | 3 ottobre 2008   | 5 ottobre 2009  |
| 2  | Everybody Hates Cake                | Tutti odiano la torta                 | 10 ottobre 2008  | 5 ottobre 2009  |
| 3  | Everybody Hates Homecoming          | Tutti odiano le rimpatriate           | 17 ottobre 2008  | 6 ottobre 2009  |
| 4  | Everybody Hates the English Teacher | Tutti odiano l'insegnante di lettere  | 24 ottobre 2008  | 6 ottobre 2009  |
| 5  | Everybody Hates My Man              | Tutti odiano il mio uomo              | 31 ottobre 2008  | 7 ottobre 2009  |
| 6  | Everybody Hates Doc's               | Tutti odiano il negozio di Doc        | 7 novembre 2008  | 7 ottobre 2009  |
| 7  | Everybody Hates Snitches            | Tutti odiano gli informatori          | 14 novembre 2008 | 8 ottobre 2009  |
| 8  | Everybody Hates Big Bird            | Tutti odiano Big Bird                 | 21 novembre 2008 | 8 ottobre 2009  |
| 9  | Everybody Hates James               | Tutti odiano James                    | 28 novembre 2008 | 9 ottobre 2009  |
| 10 | Everybody Hates New Year's Eve      | Tutti odiano l'ultimo dell'anno       | 12 dicembre 2008 | 9 ottobre 2009  |
| 11 | Everybody Hates Mr. Levine          | Tutti odiano il Signor Levine         | 9 gennaio 2009   | 12 ottobre 2009 |
| 12 | Everybody Hates Varsity Jackets     | Tutti odiano i giubbotti della scuola | 16 gennaio 2009  | 12 ottobre 2009 |
| 13 | Everybody Hates Fake IDs            | Tutti odiano i documenti falsi        | 23 gennaio 2009  | 13 ottobre 2009 |
| 14 | Everybody Hates PSAT's              | Tutti odiano il P.S.A.T.              | 30 gennaio 2009  | 13 ottobre 2009 |
| 15 | Everybody Hates Boxing              | Tutti odiano il pugilato              | 6 febbraio 2009  | 14 ottobre 2009 |
| 16 | Everybody Hates Lasagna             | Tutti odiano le lasagne               | 13 marzo 2009    | 14 ottobre 2009 |
| 17 | Everybody Hates Spring Break        | Tutti odiano le vacanze estive        | 20 marzo 2009    | 15 ottobre 2009 |
| 18 | Everybody Hates the Car             | Tutti odiano l'automobile             | 27 marzo 2009    | 15 ottobre 2009 |
| 19 | Everybody Hates Back Talk           | Tutti odiano le risposte insolenti    | 3 aprile 2009    | 16 ottobre 2009 |
| 20 | Everybody Hates Tasha               | Tutti odiano Tasha                    | 24 aprile 2009   | 16 ottobre 2009 |
| 21 | Everybody Hates Bomb Threats        | Tutti odiano gli allarmi bomba        | 1º maggio 2009   | 19 ottobre 2009 |
| 22 | Everybody Hates G.E.D.              | Tutti odiano la seconda liceo         | 8 maggio 2009    | 19 ottobre 2009 |